# Proxibarbital
Proxibarbital (Ipronal) là một dẫn xuất barbiturat được tổng hợp vào năm 1956. Nó có đặc tính chống lo âu và trái ngược với hầu hết các barbiturat hầu như không có hành động thôi miên.
Nó cũng được sử dụng trong điều trị đau nửa đầu theo cách tương tự như butalbital.
Đồng phân Valofane với Proxibarbal in vivo.